# Miloš Mihajlov
Miloš Mihajlov (serbisch-kyrillisch Милош Михајлов; * 15. Dezember 1982 in Belgrad, SFR Jugoslawien) ist ein ehemaliger serbischer Fußballspieler.

## Karriere
Miloš Mihajlov begann seine Karriere beim FK Voždovac Belgrad, von wo er 2006 zum FK Partizan Belgrad wechselte. Dort gewann er 2008 das Double aus Meisterschaft und Pokalsieg.
Nach zwei Jahren für Partizan Belgrad wechselte er in die türkische Süper Lig zum zentralanatolischen Verein Konyaspor. Hier fand er schnell in die Stammelf und absolvierte bis zum Saisonende 13 Ligaspiele. Da sein Verein aber den Klassenerhalt in dieser Saison verfehlte, ging Mihajlov mit Konyaspor in die TFF 1. Lig, der zweithöchsten türkischen Spielklasse. In dieser Liga behielt Mihajlov seinen Stammplatz und qualifizierte sich mit seinem Verein für die Playoff-Phase der Liga. Im Playoff setzte sich seine Mannschaft als Sieger durch und erreichte so den Wiederaufstieg. Trotz dieses Erfolges löste sein Klub Mihajlovs Vertrag auf. Da Mihajlovs noch ausstehende Gehälter hatte, verklagte er Konyaspor bei der FIFA. Die verhängte nach einer Überprüfung Konyaspor eine Transfersperre über zwei Jahre und forderte die sofortige Auszahlung von Mihajlovs ausstehendem Gehalt.
Nach diesen Entwicklungen heuerte der Verteidiger erst bei Politehnica Iași in Rumänien und dann beim chinesischen Verein Changchun Yatai an. 2011 wurde er vom kasachischen Verein Schetissu Taldyqorghan verpflichtet. Im April 2013 wechselte er zum norwegischen Erstligisten Sandnes Ulf. Anschließend spielte er erneut für die beiden Vereine FK Voždovac Belgrad und Schetissu Taldyqorghan. Dann war er ein Jahr für den FK Inđija aktiv und seit Anfang 2021 stand er bei FK Železničar Pančevo unter Vertrag. Doch nach nur sechs Monaten mit 14 Ligaspielen beendete Mihajlov im Sommer 2021 seine aktive Karriere.

## Erfolge
- Serbischer Meister: 2008
- Serbischer Pokalsieger: 2008